# 阿努克·勒布朗-布歇
阿努克·勒布朗-布歇（法語：Anouk Leblanc-Boucher，1984年10月21日—），加拿大女子短道速滑运动员。她曾代表加拿大参加2006年冬季奥林匹克运动会短道速滑比赛，获得一枚银牌和一枚铜牌。